# Purpur-Meier
Der Purpur-Meier (Asperula purpurea) oder auch Purpur-Labkraut und Purpur-Waldmeister genannt, ist eine im südlichen Europa heimische Pflanzenart der Familie der Rötegewächse (Rubiaceae).

## Beschreibung
Der Purpur-Meier wächst als krautige, am Grund verholzte Pflanze und erreicht Wuchshöhen von 10 bis 50 Zentimeter. Die aufsteigenden bis aufrechten, stark verzweigten, in den unteren Bereichen schwach vierkantigen Stängel tragen kurze, mehr oder weniger gekrümmte Haare. Die Internodien der Stängel sind deutlich länger als die Blätter. In einem Quirl stehen (zwei bis) meist sechs bis zehn Blätter zusammen. Die an den Rändern rauen Blätter sind schmal lanzettlich bis fadenförmig geformt.
Die (1 bis) 2 bis 4 (bis 7) Millimeter langen Blütenstiele sind dünn und oft zurückgebogen und stehen in der Achsel gekielter, an den Rändern bewimperter, am Grund kurz verwachsener Tragblätter. Die 0,8 bis 1,6 Millimeter lange Krone ist von leicht becherförmiger bis mehr oder weniger radförmiger Gestalt und am Grund zu einer 0,1 bis 0,3 Millimeter langen Röhre verwachsen. Die vier Kronzipfel sind 0,7 bis 1,3 Millimeter lang, eiförmig oder dreieckig und bespitzt. Der Griffel ist meist kürzer als der Fruchtknoten und trägt eine kugelförmige Narbe. Die etwa 2 Millimeter langen Früchte besitzen eine glatte Oberfläche.
Die Chromosomenzahl beträgt 2n = 22.

## Vorkommen
Asperula purpurea besiedelt besonnte Fels- und Schutthänge an der Südseite der Alpen und in den Gebirgen der Apenninen- und der Balkanhalbinsel. Im deutschen Sprachraum kommt sie nur in Südtirol häufiger vor, erreicht aber in Österreich auch noch Kärnten und die südliche Schweiz, wo sie schwerpunktmäßig im Tessin vorkommt.

## Systematik
Der Purpur-Meier wurde 1753 von Carl von Linné in Species Plantarum als Galium purpureum L. erstveröffentlicht. Erst 220 Jahre später erkannte Friedrich Ehrendorfer die Zugehörigkeit der Art zu Asperula und veröffentlichte die gegenwärtig akzeptierte Umkombination Asperula purpurea (L.) Ehrend. Ein weiteres Synonym ist Crucianella purpurea (L.) Honck.
Asperula purpurea wird innerhalb der Gattung Asperula L. in die Sektion Thliphthisa (Griseb.) Ehrend. gestellt. Die Gattung steht im Tribus Rubieae der Unterfamilie Rubioideae Verdc. aus der Familie der Rötegewächse (Rubiaceae).
Die Art Asperula purpurea wird in zwei Unterarten unterteilt, die beide eine Chromosomenzahl von 2n = 22 besitzen:
- Asperula purpurea (L.) Ehrend. subsp. purpurea mit Wuchshöhen von (15 bis) 20 bis 50 (bis 60) Zentimeter und Stängel mit gekrümmten Haaren. Die 10 bis 20 × 0,4 bis 1 Millimeter großen, in Wirteln zu (6 bis) 7 bis 10 (bis 11) stehenden, schmal linealischen bis fadenförmigen Blätter sind allmählich zugespitzt, der Rand ist deutlich nach unten gerollt. Die Krone ist meist purpurn und manchmal gelblich, die Kronzipfel deutlich bespitzt und fast immer kahl. Diese Unterart kommt im gesamten Verbreitungsgebiet der Art außer auf der südwestlichen Balkanhalbinsel vor.[4]
- Asperula purpurea subsp. apiculata (Sm.) Ehrend. mit Wuchshöhen von (5 bis) 8 bis 30 (bis 35) Zentimeter mit mehr oder weniger gekräuselten Haaren. Die 4 bis 10 × 0,5 bis 1,5 Millimeter großen, in Wirteln zu (4 bis) 6 bis 8 (bis 9) stehenden, schmal lanzettlichen bis linealischen Blätter sind plötzlich zugespitzt. Die Krone ist normalerweise gelblich-grün mit oft mehr oder weniger rotem Einschlag. Diese Unterart kommt auf der südwestlichen Balkanhalbinsel vor.[4]

Von den Apuanischen Alpen (Toskana) wurde außerdem Asperula purpurea subsp. apuana (Fiori) Bechi & Garbari beschrieben, die sich durch ihre dichte, weiche Stängel- und Blattbehaarung von der typischen Unterart unterscheidet.

## Gefährdung und Schutzmaßnahmen
In der Schweiz wird Asperula purpurea in der nationalen Roten Liste mit der Gefährdungskategorie NT (Near threatened) geführt. In Österreich wird der Purpur-Meier als gefährdet eingestuft.